# Conioscinella spenceri
Conioscinella spenceri är en tvåvingeart som beskrevs av Nartshuk 1993. Conioscinella spenceri ingår i släktet Conioscinella och familjen fritflugor. Inga underarter finns listade i Catalogue of Life.